# Tomasz Kwiatkowski (sędzia piłkarski)
Tomasz Kwiatkowski (ur. 25 lutego 1978) – polski sędzia piłkarski reprezentujący Mazowiecki Związek Piłki Nożnej. 

## Przebieg kariery
Absolwent Akademii Wychowania Fizycznego Józefa Piłsudskiego w Warszawie. Sędzia Ekstraklasy (od 2014), arbiter VAR w finałach Mistrzostw Świata 2022, Ligi Mistrzów UEFA 2022/2023 oraz Klubowych Mistrzostw Świata 2023, laureat nagrody za superosiągnięcie roku w 88. Plebiscycie Przeglądu Sportowego (wspólnie z Szymonem Marciniakiem, Tomaszem Listkiewiczem i Pawłem Sokolnickim, jako sędziowie prowadzący finał Mistrzostw Świata w 2022). 
2 maja 2024 sędziował jako sędzia główny finał Pucharu Polski 2023/2024 na Stadionie Narodowym – rozgrywany pomiędzy Pogonią Szczecin a Wisłą Kraków (1:2).